# Angel and Big Joe
Angel and Big Joe é um filme de drama em curta-metragem estadunidense de 1975 dirigido e escrito por Bert Salzman. 
Venceu o Oscar de melhor curta-metragem em live action na edição de 1976.

## Elenco
- Paul Sorvino - Big Joe
- Dadi Pinero - Angel
- Gloria Irizarry - Mãe
- Nicky Irizarry - Nicky